# Взлом пароля
Взлом пароля — в криптоанализе и компьютерной безопасности представляет собой процесс восстановления паролей из данных, которые были сохранены или переданы с помощью компьютерной системы. Общий подход состоит в том, чтобы подбором угадать пароль. Другой распространённый подход — password spraying, заключается в подборе паролей сразу ко многим учётным записям в одной системе с помощью перебора по словарю.